# Kuizu Meitantei Neo & Jio - Quiz Daisousasen Part 2
Kuizu Meitantei Neo & Jio - Quiz Daisousasen Part 2 (クイズ迷探偵ネオ&ジオ? lett. "Quiz Mystery Detective Neo & Geo - Quiz Detective Part 2") è un videogioco arcade a quiz, diretto sequel di Kuizu Dai Sōsa-sen - The Last Count Down, sviluppato e pubblicato da SNK nel 1992 per Neo Geo. Come la maggioranza dei titoli a quiz giapponesi da sala (eccetto solo Quiz & Dragons: Capcom Quiz Game), non venne mai distribuito al di fuori del Giappone e non è mai stato tradotto in altre lingue.

## Modalità di gioco
Kuizu Meitantei Neo & Jio - Quiz Daisousasen Part 2 mantiene lo stesso gameplay del predecessore e gli stessi protagonisti cui impersonare, ovvero gli investigatori privati Neo McDonald o Geo Kentucky. Inoltre presenta alcune novità. Innanzitutto la modalità per due giocatori "Sugoroku" è stata abolita, il che rende questo capitolo un'esperienza prettamente per giocatore singolo. Vengono aggiunte nuove tipologie di quiz e categorie di domande a cui rispondere, queste ultime riguardanti la politica, le automobili, i giochi e i titoli per adulti. Nella "Story" si può adesso scegliere uno dei due scenari nuovi di zecca con cui iniziare a giocare. Gli scenari in questione sono descritte di seguito:
- Love Over Time (時を越えた愛) – Uno scienziato chiede a Neo e Geo di viaggiare indietro nel tempo e aiutarlo a sposare la sua amata da giovane. Sulla loro strada c'è il fidanzato della ragazza, che li vede segretamente usare la macchina del tempo. Le cose, tuttavia, prendono una piega oscura, mentre tentano di tornare al loro tempo, solo per essere catapultati in un futuro distopico in cui il mondo è stato conquistato dal fidanzato della ragazza, che è riuscito a rubare la loro macchina del tempo, quindi devono tornare indietro nel tempo per rimettere le cose a posto.
- Client from Space (宇宙からの依頼人) – Neo e Geo vengono assunti da una viaggiatrice spaziale che sta rintracciando un gruppo di alieni che hanno invaso la Terra. Questi alieni hanno posseduto diverse persone e progettano di conquistare il mondo.

Tornando ai nuovi quiz introdotti, essi sono:
- Bingo Quiz - Un pannello 3x3 in cui ogni riga rappresenta un genere particolare. Per superare la prova, è necessario indovinare tre risposte corrette in orizzontale, verticale o diagonale.
- Slot Quiz - Un quiz sulle slot machine. Ogni rullo rappresenta il numero di risposte, il genere della domanda e il punteggio ottenuto dal giocatore. Se si ottengono tutti e sette, si completa automaticamente il quesito.
- One Minute Quiz - Una sfida in cui il giocatore deve rispondere a domande "Sì o No" il più velocemente possibile in un minuto. Il mancato raggiungimento della quota comporta la fine della partita.
- Comparison Quiz - Vengono mostrate due immagini e il giocatore deve identificare le differenze.

## Accoglienza
In Giappone, la rivista Game Machine elencò Kuizu Meitantei Neo & Jio - Quiz Daisousasen Part 2 nel numero del 15 maggio 1992 come la quinta unità arcade di maggior successo del mese.